# Seu Jorge
Jorge Mário da Silva, de nom artístic Seu Jorge (Belford Roxo, 8 de juny de 1970) és un músic, actor i compositor brasiler de Música Popular Brasileira, rhythm and blues, samba i soul.

## Biografia
Va néixer en una favela de la ciutat de Belford Roxo a la regió de la Baixada Fluminense, estat de Rio de Janeiro. Primogènit de quatre fills (els altres eren Charles, Vitório i Rogério), Seu Jorge va tenir una infància dura al barri de Gogó da Ema. Va començar a treballar en una botiga de pneumàtics quan només tenia 10 anys, la primera de diverses feines com ara missatger, ebenista i pelador de patates en un bar. Seu Jorge va servir a l'Exèrcit brasiler de 1989 a 1990 a Rio de Janeiro, però no es va adaptar a l'estil de vida militar i va acabar sent expulsat, el gener de 1990.
Les diferents professions no van impedir mai el somni de Seu Jorge d'esdevenir músic. Des de la seva adolescència, freqüentava cercles de samba i festes funk amb el seu pare i els seus germans, i ben aviat va començar a cantar en aquests esdeveniments. Va ser allà on, l'any 1990, l'assassinat del seu germà Vitório va destrossar la seva família, i Seu Jorge va acabar sent sense sostre durant uns tres anys. El gir es va produir quan Gabriel Moura, nebot del clarinetista Paulo Moura, el va convidar a participar en un espectacle anomenat La saga de la farina (coneguda en portuguès com A saga da farinha), en què Gabriel va ser el director musical. Va acabar participant en més de 20 espectacles amb la Companyia de Teatre TUERJ, com a cantant i actor. Com que no tenia on dormir, Seu Jorge va dormir al teatre, entre 1993 i 1997, any en què es va incorporar a la banda Farofa Carioca.

## Carrera
Els seus seguidors el consideren com un renovador de l'estil samba-pop brasiler. Els seus treballs han estat influenciats per les escoles de samba, els compositors Nelson Cavaquinho i Zeca Pagodinho, entre altres també pel futbolista Romário i el cantant estatunidenc Stevie Wonder.
Com a cantant, Seu Jorge ("Senyor Jorge") ha format part de la banda Farofa Carioca, component la majoria dels temes del seu àlbum debut Moro no el Brasil - 1998. El 2001 es va publicar Samba Esporte Fi, un àlbum pop influenciat per Jorge Ben Jor, Gilberto Gil, i Milton Nascimento. Va ser publicat fora del Brasil amb el nom Carolina el 2003. El seu segon àlbum, Cru, va ser aclamat per la crítica i va ser publicat el 2005.
Seu Jorge ha assolit un gran reconeixement a través del seu treball com a actor i compositor. Ha aparegut en les pel·lícules Casa de Areia i Cidade de Deus, i també va ser el tripulant Pelé Dos Santos en el film de Wes Anderson The Life Aquatic with Steve Zissou, per al qual va fer la majoria dels cançons de la banda sonora en portuguès. Va participar en la pel·lícula Tropa d'elit 2, on fa el paper d'un perillós traficant que duu a terme el motí en una presó de Rio de Janeiro. En la pel·lícula biogràfica de Pelé: Birth of a Legend, Seu Jorge interpreta al pare del futbolista.
El juny de 2006, va actuar al festival de música Bonnaroo a Manchester, Tennessee i al Festival Sudoeste TMN a Portugal. També va actuar al Harbourfront de Toronto, Ontario. Les actuacions de Jorge són conegudes per la seva emoció i també per fer moure el públic. El gener de 2010 va actuar amb Thievery Corporation a Austin City Limits.
El 13 d'abril de 2011 va participar en l'últim xou del grup irlandès U2 en terres brasileres, realitzat en l'Estadi Morumbí de Sao Paulo. Al costat de Bono i The Edge acompanyant amb la seva guitarra, van interpretar una versió acústica del tema 'Das Model' del grup tecno alemany Kraftwerk.

## Discografia

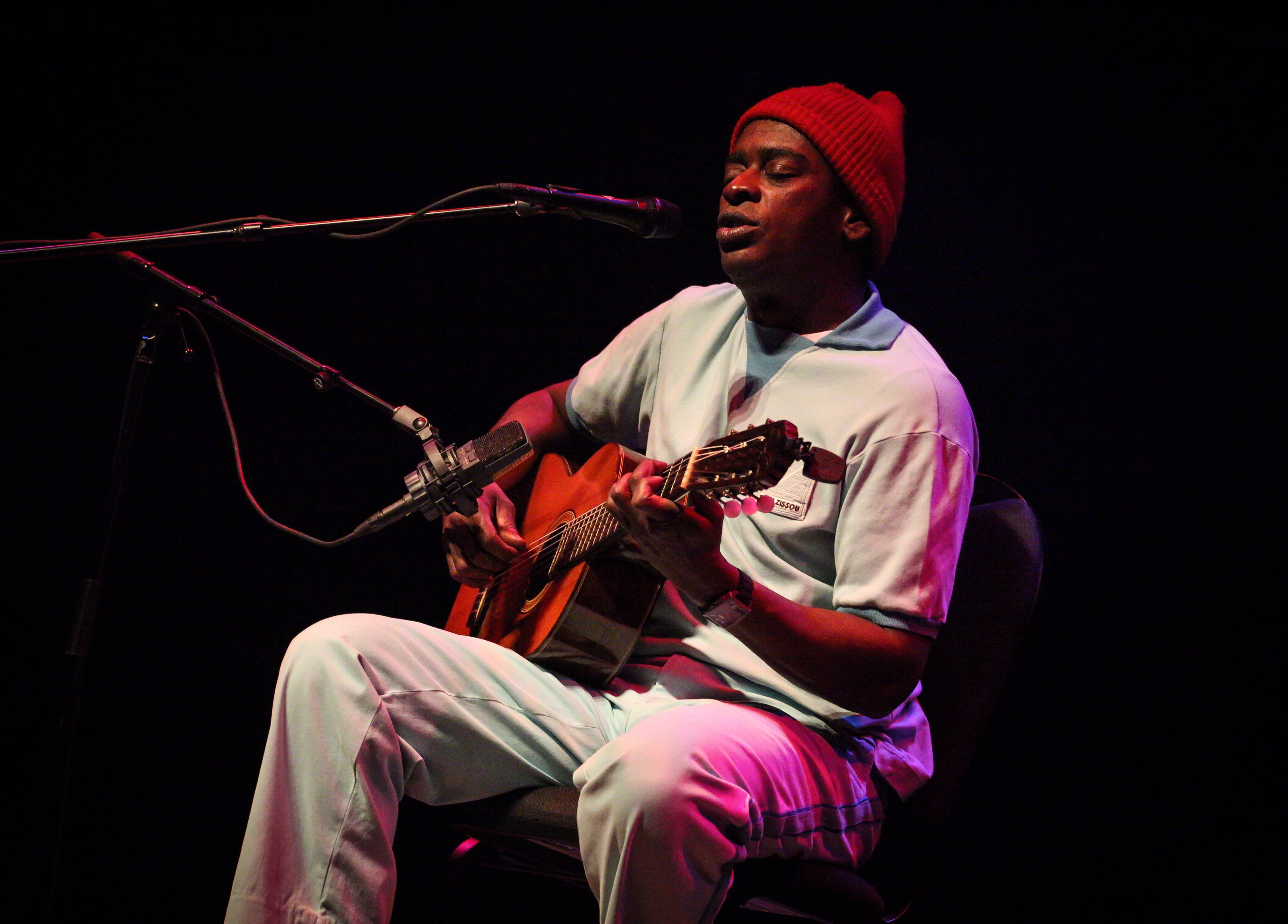
2017

### Àlbums
- Samba Esporte Fino (2001) (també publicat amb el nom de Carolina per Regata Música, MrBongo i Quantitum Solutions)
- Cru (2004) (llançat al Brasil, Europa, i el Japó)
- The Life Aquatic Studio Sessions (2005)
- Ana & Jorge Ao Viu (2005) (amb Ana Carolina)
- America el Brasil O Disc (2008)
- America el Brasil O CD Ao Viu (2009)
- Seu Jorge & Almaz (2010)
- Músicas para Xurrasco vol.1 (2011)
- Músicas para Xurrasco vol.2 (2015)

#### DVD Musicals
- MTV Apresenta Seu Jorge (2004)
- Ana & Jorge: ao Viu amb Ana Carolina (2005)
- Seu Jorge - Live at Montreux 2005 (2006)

### Cançons notables
- "Funk Baby" és una cançó de 2002 doblada al Carolina. Aquesta cançó va ser cantada en portuguès, mentre el títol va quedar en anglès.
- "Tive Razao" va ser inclosa en la banda sonora del videojoc "FIFA 07".

### Col·laboracions
- Macaco "Moving" (El Vecindario) (2010).

## Cinema
| Any  | Títol                              | Personatge                                  | Nota               |
| ---- | ---------------------------------- | ------------------------------------------- | ------------------ |
| 2002 | Cidade_de_Deus                     | Mané Galinha                                |                    |
| 2002 | Moro no Brasil                     | ell mateix                                  | Documental         |
| 2004 | This Is an Adventure               |                                             |                    |
| 2004 | À la recherche d'Orfeu Negro       | ell mateix                                  | Curtmetratge       |
| 2004 | The Life Aquatic with Steve Zissou | Pelé dos Santos                             |                    |
| 2005 | Casa de Areia                      | Massu, de 1910 a 1919                       |                    |
| 2006 | Ellipse                            | Coyote                                      |                    |
| 2006 | Tarantino's Mind                   |                                             | Curtmetratge       |
| 2007 | Sleepwalkers                       |                                             |                    |
| 2008 | The Escapist                       | Viv Batista                                 |                    |
| 2008 | Carmo                              | Amparo de Jesús                             |                    |
| 2009 | Beyond Ipanema                     |                                             |                    |
| 2009 | A Luz Vermelha do Bandido          |                                             | Curtmetratge       |
| 2010 | Tropa de Elite 2                   | Beirada                                     |                    |
| 2012 | E Aí... Comeu?                     | Cambrer                                     | Productor associat |
| 2012 | Reis e Ratos                       | Américo Vilarinho                           |                    |
| 2013 | Cidade de Deus - 10 Anos Depois    | ell mateix                                  |                    |
| 2016 | Pelé: O Nascimento de uma Lenda    | João Ramos do Nascimento (Dondinho)         |                    |
| 2018 | Paraíso Perdido                    | Teylor                                      |                    |
| 2017 | Soundtrack                         | Cao                                         | Productor          |
| 2019 | Abe                                | Chico Catuaba                               |                    |
| 2021 | Marighella                         | Carlos Marighella                           |                    |
| 2021 | Pixinguinha, Um Homem Carinhoso    | Alfredo da Rocha Vianna Filho (Pixinguinha) |                    |
| 2022 | Medida Provisória                  | André                                       |                    |